# 富腾

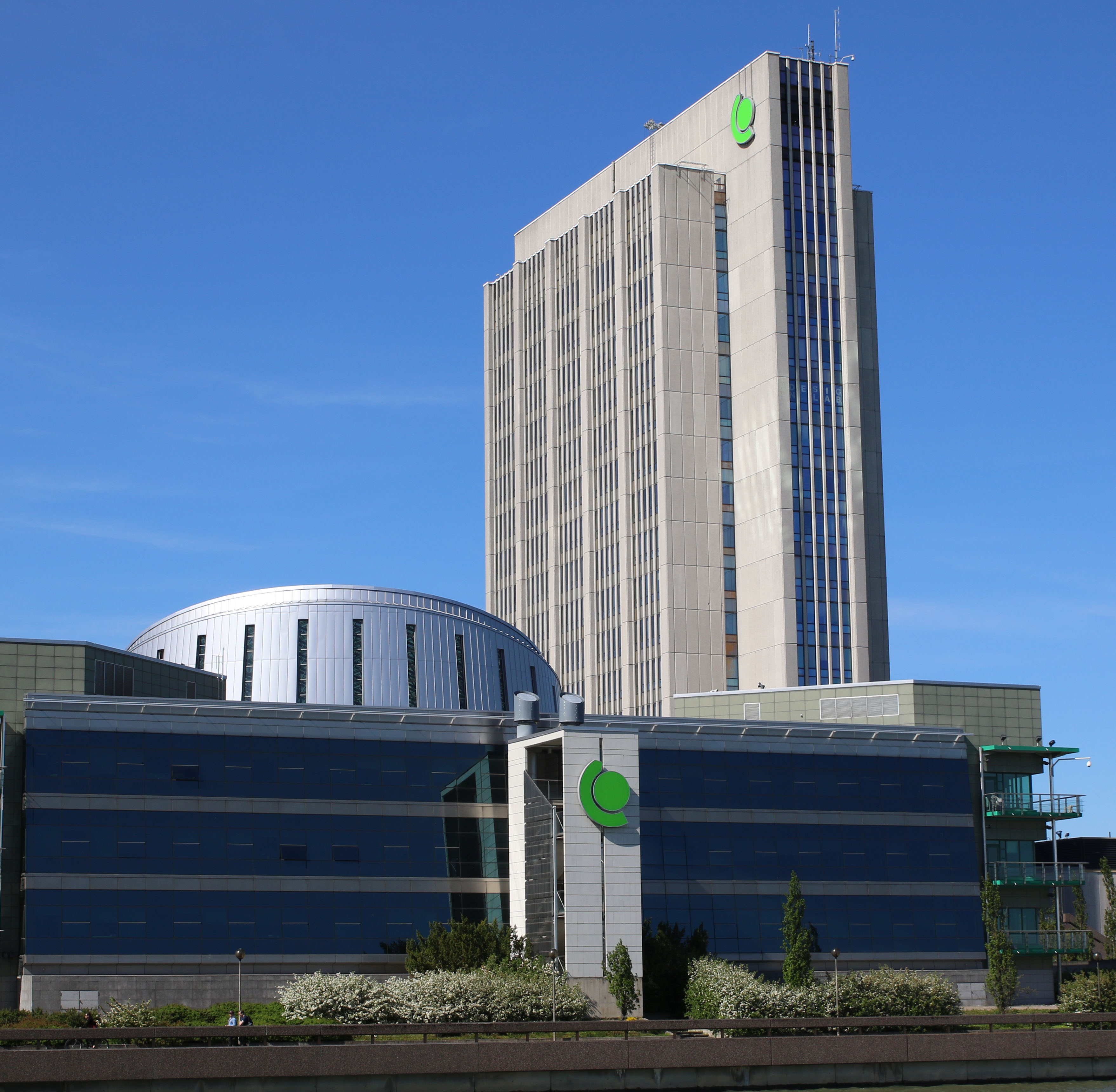
位于芬兰埃斯波的富腾公司总部大楼

富腾（芬蘭語：Fortum Oyj）是一家芬兰国有能源公司，业务范围涵括北欧国家、波罗的海国家、波兰、俄罗斯和印度。富腾公司运营包括热电联产在内的发电厂，发电产热及销售电能和热能。另外，公司还提供废物处理服务，诸如回收、再利用、最终处理解决方案、土壤补救和环境重构服务等，以及其他跟能源相关的服务和产品，例如为发电厂提供咨询服务和为电动车提供充电的服务和产品。富腾公司在赫尔辛基股票交易所上市。